# Visar Musliu
Visar Musliu (Macedonisch: Висар Муслиу) (Gostivar, 13 november 1994) is een Macedonisch voetballer die als verdediger speelt. Hij verruilde FK Shkëndija in augustus 2019 voor MOL Fehérvár FC. Musliu debuteerde in 2017 in het Macedonisch voetbalelftal. Musliu is van Albanese komaf en behoort tot de Albanese minderheid in zijn land.

## Clubcarrière
Musliu speelde in de jeugd van FK Gostivar uit zijn geboortestad en FK Renova. Hij maakte zijn debuut in het profvoetbal voor Gostivar, al werd hij gehuurd van Renova. Tussen 2014 en 2015 stond Musliu een jaar onder contract bij het Zwitserse FC St. Gallen, al speelde hij geen minuut en werd hij verhuurd aan Renova. In 2015 nam Renova hem weer definitief over. Vanaf 2017 speelde Musliu een jaar voor FK Vardar Skopje uit de Macedonische hoofdstad. Met deze club speelde hij, als eerste Macedonische club, in de UEFA Europa League. In 2018 verhuisde hij naar KF Pristina uit Kosovo, maar deze club verhuurde hem direct aan FK Shkëndija. Deze club nam hem na de verhuurperiode definitief transfervrij over. In augustus 2019 vertrok Musliu voor €400.000,- naar het Hongaarse MOL Fehérvár FC.

## Interlandcarrière
Musliu speelde twaalf jeugdinterlands voor Jong Macedonië. Op 2 september 2017 debuteerde Musliu voor het Macedonisch voetbalelftal in een met 0–1 gewonnen WK-kwalificatieduel in en tegen Israël. Hij mocht van bondscoach Igor Angelovski in de basis beginnen. Musliu maakte zijn eerste doelpunt in zijn vierde interland op 9 oktober 2017. Hij bracht Macedonië die dag op 1–0 in een uiteindelijk met 4–0 gewonnen duel tegen Liechtenstein. Op 12 november 2020 stond Musliu in de basis toen (het inmiddels van naam veranderde) Noord-Macedonië zich ten koste van Georgië voor het eerst wist te plaatsen voor een eindtoernooi, het uitgestelde Europees kampioenschap voetbal 2020. Hij maakte ook deel uit van de selectie voor dit toernooi en maakte in de wedstrijd tegen Oostenrijk (3–1 verlies) zijn debuut op een eindronde. Musliu speelde ook in de andere twee groepswedstrijden tegen Oekraïne (2–1) en Nederland (0–3), maar kon met zijn teamgenoten na drie verloren wedstrijden naar huis.
1 Dimitrievski ·
2 Bejtulai ·
3 Zajkov ·
4 Ristevski ·
5 Ademi ·
6 Musliu ·
7 Tričkovski ·
8 Alioski ·
9 Trajkovski ·
10 Pandev  ·
11 Hasani ·
12 Jankov ·
13 S. Ristovski ·
14 D. Velkovski ·
15 Kostadinov ·
16 Nikolov ·
17 Bardhi ·
18 Stojanovski ·
19 K. Velkoski ·
20 Spirovski ·
21 Elmas ·
22 Šiškovski ·
23 Radeski ·
24 Avramovski ·
25 Čurlinov ·
26 M. Ristovski ·
Coach: Angelovski